# Thouarella (Thouarella) pendulina
Thouarella (Thouarella) pendulina is een zachte koraalsoort uit de familie Primnoidae. De koraalsoort komt uit het geslacht Thouarella. Thouarella (Thouarella) pendulina werd in 1908 voor het eerst wetenschappelijk beschreven door Roule. 